# Песков, Александр Валерьянович

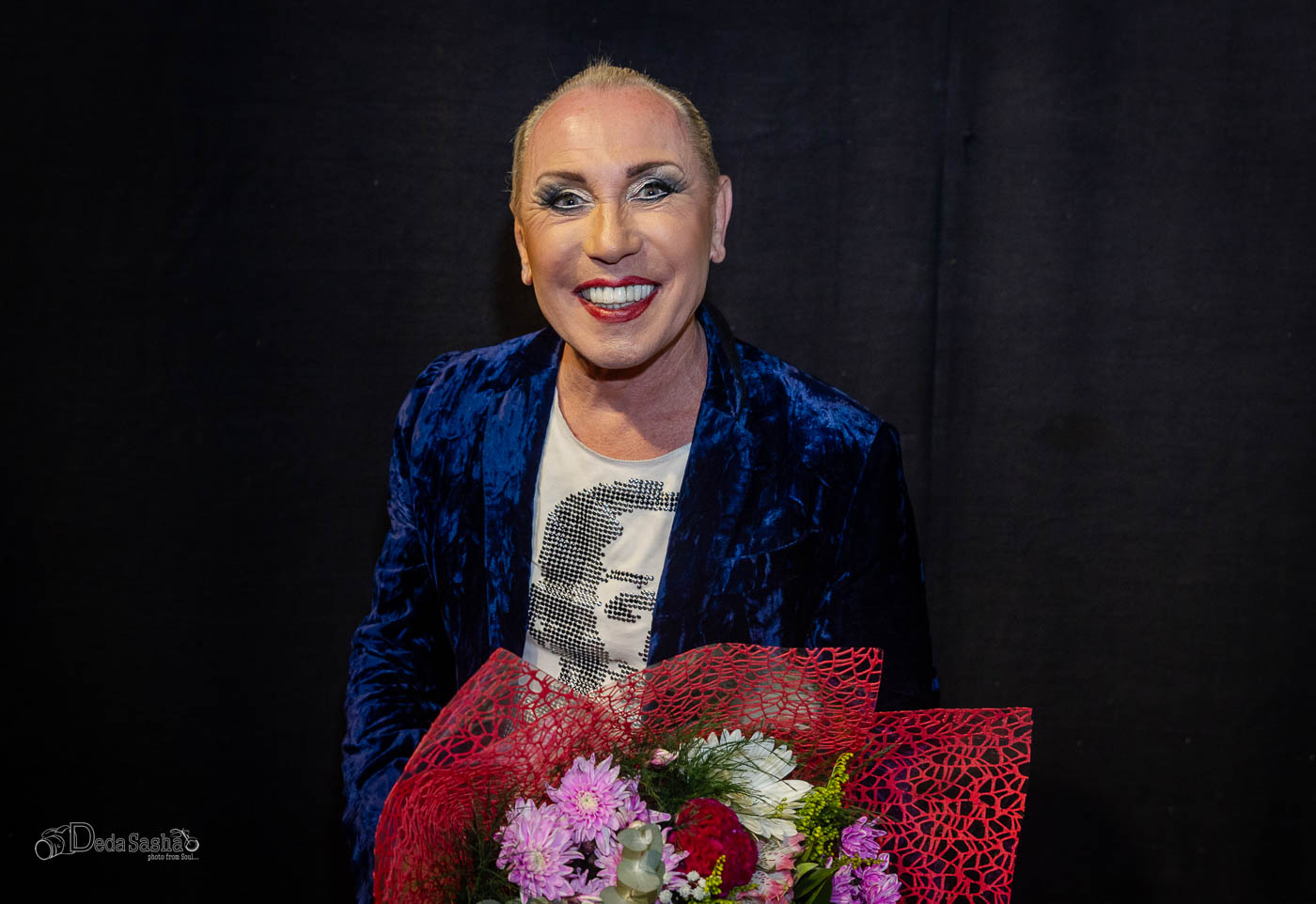
Александр Песков. Выступление в Израиле

Алекса́ндр Валерья́нович Песко́в (род. 13 февраля 1962, Коряжма, Архангельская область, РСФСР, СССР) — советский и российский артист эстрады, пародист, актёр, певец и телеведущий, юморист. Сам он называет своё творчество «синхро-буффонадой».
В СМИ довольно часто упоминается как «король пародии».

## Биография
Александр Валерьянович Песков родился 13 февраля 1962 года в городе Коряжма Архангельской области.
Дед по отцу Анатолий Песков погиб на войне, похоронен в братской могиле.
Дед по матери Анатолий Вяткин работал председателем колхоза, но пошёл на войну добровольцем.
Его родители Валерьян Анатольевич Песков и София  Анатольевна Пескова работали на целлюлозно-бумажном комбинате. С детства Саша занимался в разных кружках. Научился хорошо рисовать и начал делать карикатуры на друзей. Учился в школе № 4 города Коряжмы.
После окончания восьми классов, уехал в Ярославль, поступил в театральное училище, учился он там 3 месяца. А потом он попал в цирк и решил стать клоуном. В 1979 году поступил в Московское цирковое училище (ГУЦЭИ) им. М. Н. Румянцева (Карандаша), но на третьем курсе артиста призвали в армию.
С ноября 1981 года по декабрь 1983 года проходил службу в рядах Советской Армии. Занимал должность руководителя Ансамбля песни и пляски Таманской дивизии (эстрадно-цирковой коллектив из 25-ти человек и вокально-инструментальный ансамбль).
В конце декабря 1983 года Александр Песков возвращается из армии и в период по февраль 1984 г. принимает участие в съемках фильма «В поисках капитана Гранта» в г. Одессе. В феврале 1984 года возобновляет обучение в ГУЦЭИ им. М. Н. Румянцева (Карандаша).
Обучение прерывает тяжелая травма позвоночника, полученная в результате неудачного выполнения акробатического трюка (сальто-мортале).
С февраля по август 1984 года проходил тяжелый процесс реабилитации и лечения.
4 сентября 1984 году поступил на работу актёром в драматический театр в городе Котлас, где в этот же день знакомится со своей будущей супругой Галиной. В театре был ведущим характерным исполнителем, сыграл 15 ролей (спектакли «Страсти в стиле диско», «Сын полка». «Царевна-лягушка», «Золушка», «Там, где мы бывали»).
Через год Александр уезжает в Архангельск на конкурс чтецов имени Ломоносова, где удостаивается Первой премии.
4 июня 1986 г. у артиста рождается дочь, которую назовут Дария в честь прабабушки.
В августе 1986 года переводится артистом разговорного жанра в Пермскую областную филармонию. В январе 1988 года переезжает в Калининград, где работает в Калининградской областной филармонии артистом-конферансье.
25 декабря 1988 года по приглашению Бориса Сергеевича Брунова на сцене Московского Театра эстрады состоялся его дебют, выступление привлекло к себе внимание и вызвало всеобщий интерес. Александр Песков возродил на российской сцене и дал вторую жизнь сложнейшему эстрадному жанру «синхробуффонада».
Лауреат профессионального Конкурса чтецов творческой молодёжи, почётный лауреат телевизионного конкурса «Песня года» (1989, 1990, 1991).
В 2008 году окончил режиссёрское отделение Российской академии театрального искусства (ГИТИС) с красным дипломом.
В 2011 году стал ведущим программы «Планета Юмор» на телеканале «Юмор Box».
Является членом партии «Единая Россия».
В 2014 году сделал пластическую операцию.
В 2014 году посещал Луганск.
27 февраля 2019 года появилась информация о том, что Песков был  доставлен в московскую больницу. Затем он перенес успешную операцию на поджелудочной железе. 11 марта 2019 года был выписан из больницы.

### Особенности творчества
Был одной из главных российских звёзд, которые дополняли свои сценические образы обильным макияжем, наряду с певцами Шурой и Борисом Моисеевым.
Воплотил более 150 образов на сцене, сыграв в том числе Людмилу Гурченко, Аллу Пугачеву, Валерия Леонтьева, Леонида Агутина, Надежду Бабкину, Гарика Сукачева.

## Семья
- Отец — Валерьян Анатольевич Песков — работал на целлюлозно-бумажном комбинате
- Мать — София Анатольевна Пескова (дев. Вяткина) — работала на целлюлозно-бумажном комбинате
- Бывшая жена — Галина Михайловна Пескова (род. 6 августа 1959)
- Дочь — Дария Александровна Пескова (род. 4 июня 1986[18]) — концертный администратор детского театра-студии «Непоседы»[19]

### Награды
- Благодарность Министра культуры Российской Федерации (2011).

## Творчество

### Сольные программы
- 1988 — «Все звезды в гости к нам»;
- 1990 — «Я приглашаю вас на праздник»;
- 1993 — «Найди свой голос»;
- 1994 — «Звездная болезнь»;
- 1995 — «Многоликий Песков»;
- 1998 — «Маска, я тебя знаю»;
- 1999 — «Арлекин»;
- 2001 — «Избранное»;
- 2003 — «Смотрите, я играю!».
- 2005 — «Песни года»
- 2010 — «Королевский бал»
- 2012 — «Песни года — Лучшее»
- 2014 — «The Peskoffshow»

### Фильмография
- 2004 — «Моя прекрасная няня» — камео
- 2004 — «Чердачная история»[20]
- 2007 — «Глянец» — камео;
- 2008 — «Одинокий ангел» — Виктор Альбертович, финансовый директор.
- 2011 — «Новогодняя smsка» — гардеробщик.

### Театр
- 2012 — «Переполох в „Голубятне“»[21] (Театральное агентство «Арт-Партнер XXI») — Альбен.
- 2012 — «Сбитый Лётчик»[22] (Театральное агентство «РИМ») — ВиктОр.